# Signe Livbjerg
Signe Livbjerg (21 de febrero de 1980) es una deportista danesa que compitió en vela en la clase Europe.
Participó en los Juegos Olímpicos de Atenas 2004, obteniendo una medalla de bronce en la clase Europe. Ganó una medalla de oro en el Campeonato Europeo de Europe de 2005.

## Palmarés internacional
| \| Juegos Olímpicos \| Juegos Olímpicos \| Juegos Olímpicos \| Juegos Olímpicos \| \| Año \| Lugar \| Medalla \| Clase \| \| ------------------ \| -------------------- \| ----------------- \| ---------------- \| \| 2004 \| Atenas (Grecia) \| Medalla de bronce \| Europe \| \| Campeonato Europeo \| \| \| \| \| Año \| Lugar \| Medalla \| Clase \| \| 2005 \| Helsinki (Finlandia) \| Medalla de oro \| Europe \| |                      |                   |        |
| Juegos Olímpicos |                      |                   |        |
| Año | Lugar                | Medalla           | Clase  |
| 2004 | Atenas (Grecia)      | Medalla de bronce | Europe |
| Campeonato Europeo |                      |                   |        |
| Año | Lugar                | Medalla           | Clase  |
| 2005 | Helsinki (Finlandia) | Medalla de oro    | Europe |